# Noise Records
Pour les articles homonymes, voir Noise (homonymie).
Noise Records est un label discographique allemand, anciennement basé à Berlin, actif entre 1983 et 2007, et de nouveau actif depuis 2016. Il est fondé par Karl-Ulrich Walterbach (de) en guise d'expansion pour sa société Modern Music Records. Noise Records est spécialisé dans les musiques thrash et speed metal mélodique. Le label est racheté par Sanctuary Records Group en 2001 et cesse ses activités en 2007. Leur catalogue est par la suite acquis par Universal Music Group.
En avril 2016, BMG Rights Management, qui avait acquis Sanctuary Records en 2013, annonce le retour du label Noise Records.

## Histoire
En 1981, Karl-Ulrich Walterbach fonde la société Modern Music Records GmbH à Berlin, en Allemagne. Dès les premières années d'activités, la division du label, appelée Aggressive Rockproduktionen (AGR), publie uniquement des groupes de punk rock en locution allemande (Slime, Daily Terror, Toxoplasma, et des compilations comme Soundtracks zum Untergang) et des groupes punk américains (Black Flag avec Henry Rollins, Hüsker Dü, Misfits, The Angry Samoans, etc.). En 1983, Walterbach travaille en proche relation avec Black Flag et le label américain SST, et garde contact avec des groupes de metal underground originaires de la côte ouest américaine comme Saint Vitus.
Il développe par la suite le label Noise Records, qui, dès 1984, se spécialise dans le thrash metal avec des groupes comme Kreator, Tankard, Sabbat et Coroner, mais distribue également d'autres genres musicaux, avec Helloween, Running Wild, Celtic Frost, Grave Digger, Voivod, et Rage. Les premières années, le label est en collaboration avec le label new-yorkais Megaforce Records, premier distributeur de Metallica. De ce contrat, Noise publie sous licence les albums des groupes de thrash américains Overkill et Grave Digger. Helloween connait le plus de succès au sein du label. Les albums Keeper of the Seven Keys arrivent en pole position des classements musicaux avec 1 million d'exemplaires vendus rien que pour Keeper of the Seven Keys, Pt. 2 à la fin des années 1980.
Un contrat européen est passé en 1990 avec le label allemand EMI pour quatre groupes (Helloween, Running Wild, Celtic Frost, V2), à court terme. 16 poursuites en justice ont été portées en faveur de Noise Records. Walterbach en profite alors pour racheter de plus petits labels dont Hellhound Records, qu'il doit finalement fermer, faute de ventes.
Après le rachat du label par Universal Music Group en août 2007, Sanctuary Records achève son activité en tant que label indépendant.
En avril 2016, BMG Rights Management, qui avait acquis Sanctuary Records en 2013, annonce le retour du label Noise Records.

## Groupes et artistes
- Abattoir
- ADX
- Agressor
- Asgard
- Ballantinez
- Bathory
- Beyond Surface
- Bitch
- Burning Heads
- Joacim Cans
- Celtic Frost
- C.I.A.
- Conception
- Coroner
- Count Raven
- Crown
- Crusher
- D.A.M.
- Deathrow
- Debase
- DragonForce
- Dyecrest
- Exciter
- Faithful Breath
- Jack Frost
- Gamma Ray
- The Gathering
- Grave Digger
- Gunjah
- Hellhammer
- Helloween
- Helstar
- Helter Skelter
- Hundred Years
- Iron Savior
- Juggernaut
- Kamelot
- Kreator
- Lake of Tears
- Lanadrid
- London (en)
- Manhole
- Mania
- Mercury Rising
- Mezarkabul (Pentagram)
- Messiah
- Midas Touch
- Mindset
- Mind Heavy Mustard
- M.O.D.
- Mordred
- Morgana Lefay
- Overkill
- Pain
- Persuader
- Pissing Razors
- Poverty's No Crime
- Rage
- Rated-X
- Rosy Vista
- Running Wild
- Sabbat
- S.A.D.O.
- Saint Vitus
- Scanner
- Seven Witches
- Dave Sharman
- Shihad
- Silent Force
- Sinner
- Skyclad
- Stigmata IV
- SupaRed
- Symphorce
- Tankard
- Tura Satana
- Turbo
- Tyran Pace
- Uriah Heep
- Vendetta
- Vicious Circle
- Voivod
- V2
- Warhead
- Warrant
- W.A.S.P.
- Watchtower